# Oak Ridge National Laboratory
Oak Ridge National Laboratory (ORNL) is een Amerikaans laboratorium. Het wordt gefinancierd door het Ministerie van Energie van de V.S. ORNL is het grootste wetenschapslaboratorium van het Ministerie van Energie, qua omvang en qua budget.
ORNL is gevestigd in Oak Ridge, Tennessee, in de buurt van Knoxville. Het wetenschappelijk onderzoek van ORNL richt zich op materialen, neutronen, supercomputers en de nationale veiligheid.
In 2012 werkten er ca. 4400 medewerkers op het ORNL, 1600 daarvan deden onderzoek. Daarnaast waren er 3000 gastonderzoekers per jaar.

## Geschiedenis

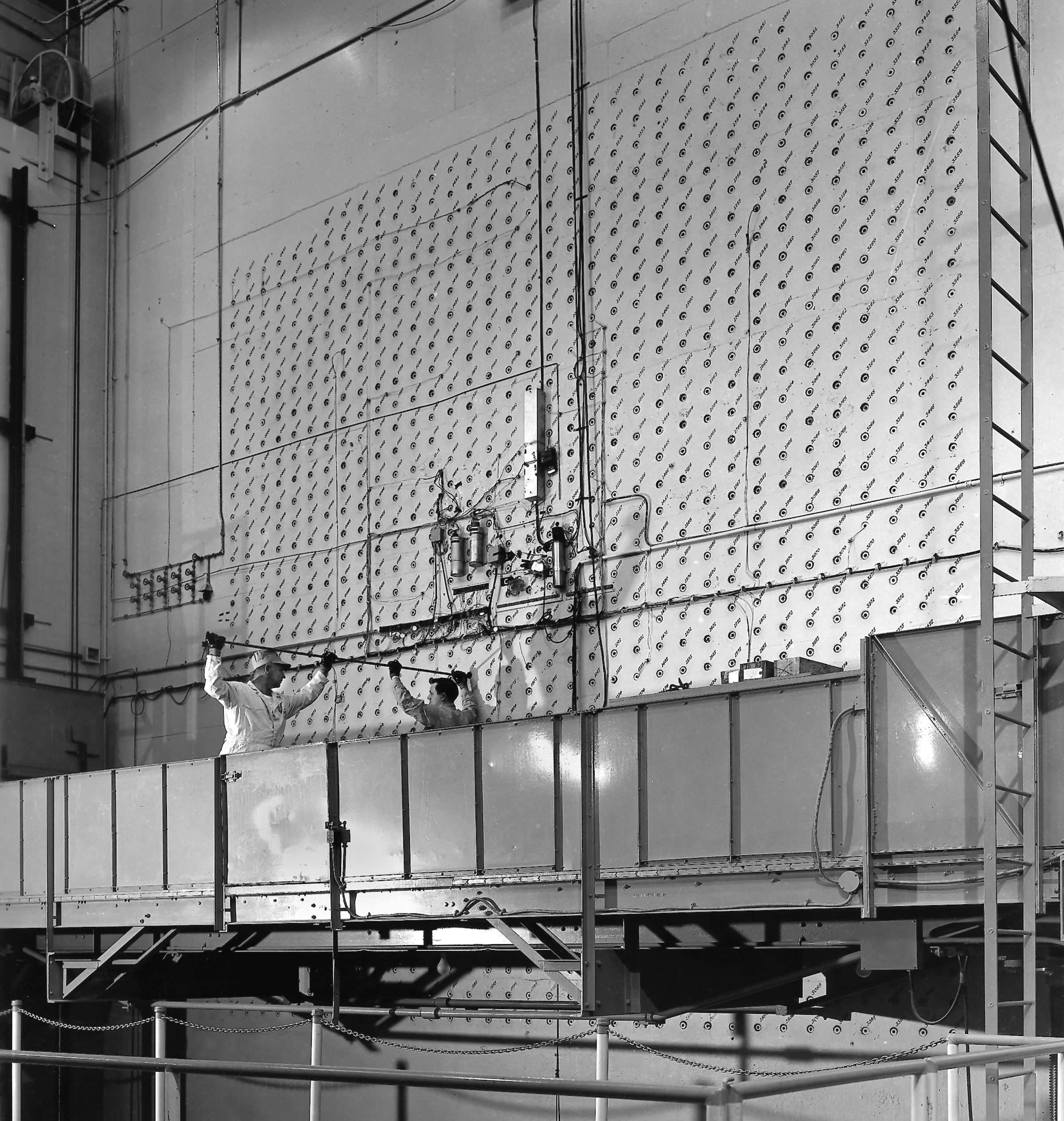
Werknemers laden uranium slakken in de X-10 Graphitee Reactor. Foto uit 1943.

Het dorp Oak Ridge werd in 1943 gesticht door het Army Corps of Engineers op afgelegen bouwland, als onderdeel van het Manhattan Project. De locatie werd gekozen voor de X-10 Grafietreactor, die werd gebruikt om aan te tonen dat plutonium gemaakt kan worden van verrijkt uranium. Enrico Fermi en zijn collega's ontwikkelden 's werelds tweede zelfvoorzienende kernreactor na Fermi's eerdere experiment, de Chicago Pile-1. De X-10 was de eerste reactor die werd ontworpen voor continu gebruik.
Na het einde van de Tweede Wereldoorlog werd de vraag naar plutonium voor wapens minder en werden de reactor en de 1000 werknemers niet langer betrokken bij het maken van materiaal voor nucleaire wapens. In plaats daarvan werd het laboratorium gebruikt voor wetenschappelijk onderzoek. In 1946 werden de eerste medische isotopen geproduceerd in de X-10 reactor. Gedurende de jaren 1950 werden er bijna 20.000 monsters gestuurd naar verschillende ziekenhuizen. Toen de behoefte aan militair onderzoek verder daalde, werd de toekomst van het lab onzeker. De leiding van het instituut werd door de Amerikaanse overheid in handen gegeven van Monsanto. Dit bedrijf trok zich echter in 1947 terug. Vanaf dat moment nam de Universiteit van Chicago de verantwoordelijkheid op zich, totdat in december 1947 Union Carbide het laboratorium overnam. Alvin Weinberg werd benoemd tot Directeur van Onderzoek. In 1955 werd hij directeur van het laboratorium.

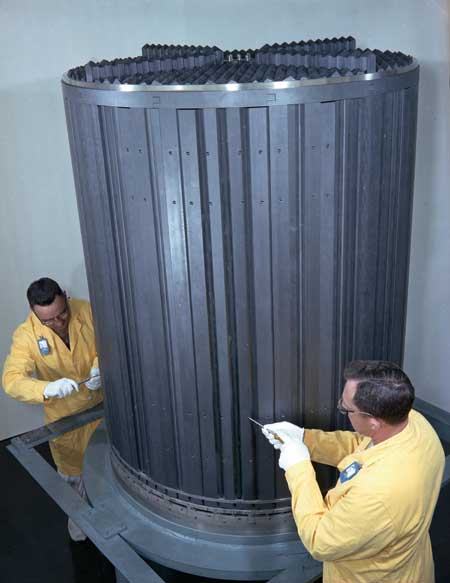
De kern van het Molten Salt Reactor Experiment

Veel van het onderzoek dat in de jaren 1950 werd uitgevoerd bij ORNL had betrekking op kernreactoren als vorm van energieproductie, zowel voor de voortstuwing en als voor elektriciteit in stationaire situaties.
Een ander project dat er werd uitgevoerd was de ontwikkeling van de eerste lichtwaterreactor, de directe voorouder van de meeste moderne kerncentrales. Het Amerikaanse leger financierde veel van deze ontwikkelingen, ten behoeve van de kernonderzeeërs van de Amerikaanse Marine.
Veel later was het instituut betrokken bij de zuivering van berkelium, dat gebruikt werd voor het maken van het element tennessine.